# コネクトーム

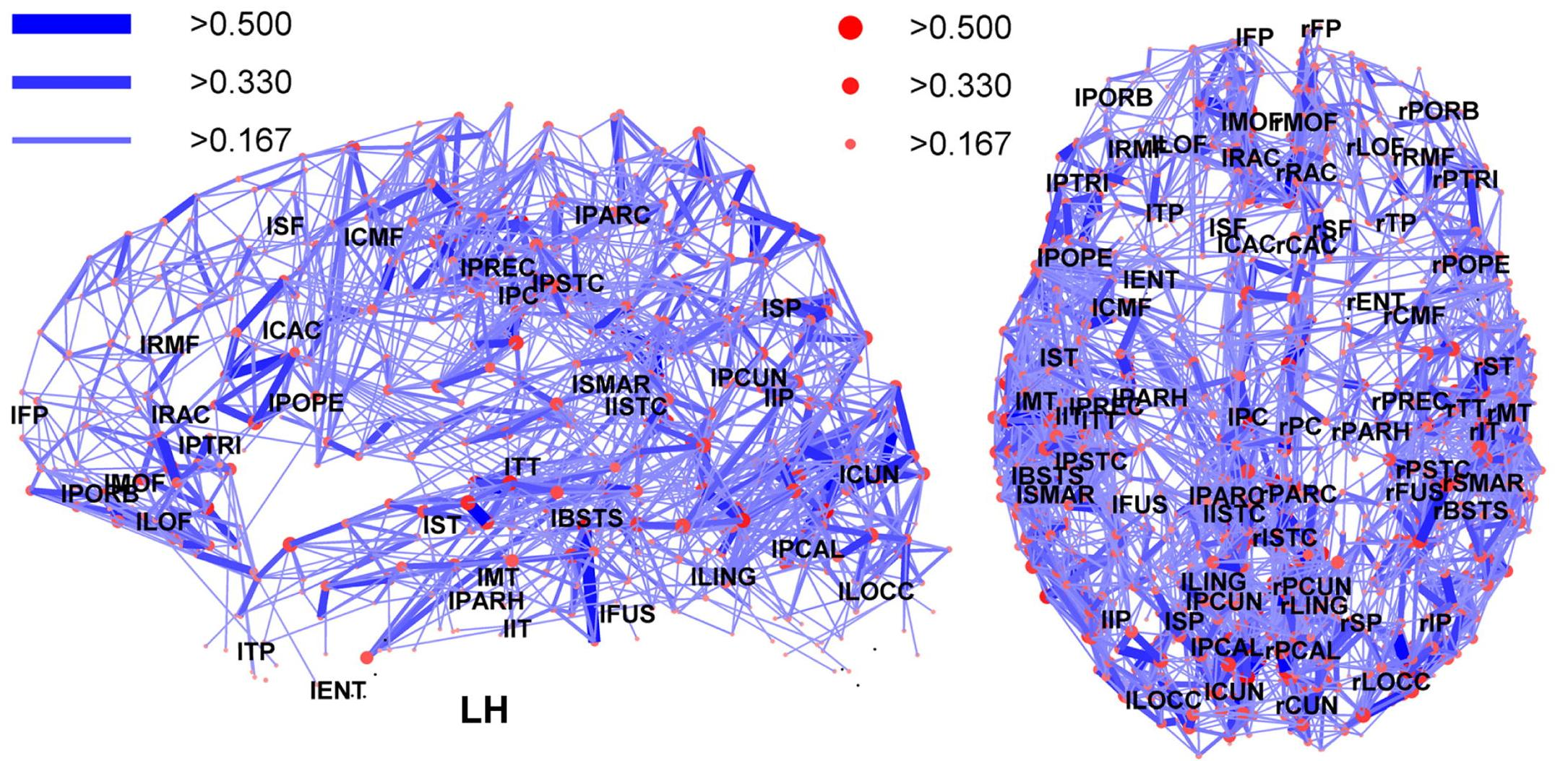
ヒトの大脳全体を1996の部位に分け、各部位間の接続の強さを調べた図。線の太さが各ノード間の接続の強さを、点の大きさがノードに集まる接続の量を表す。

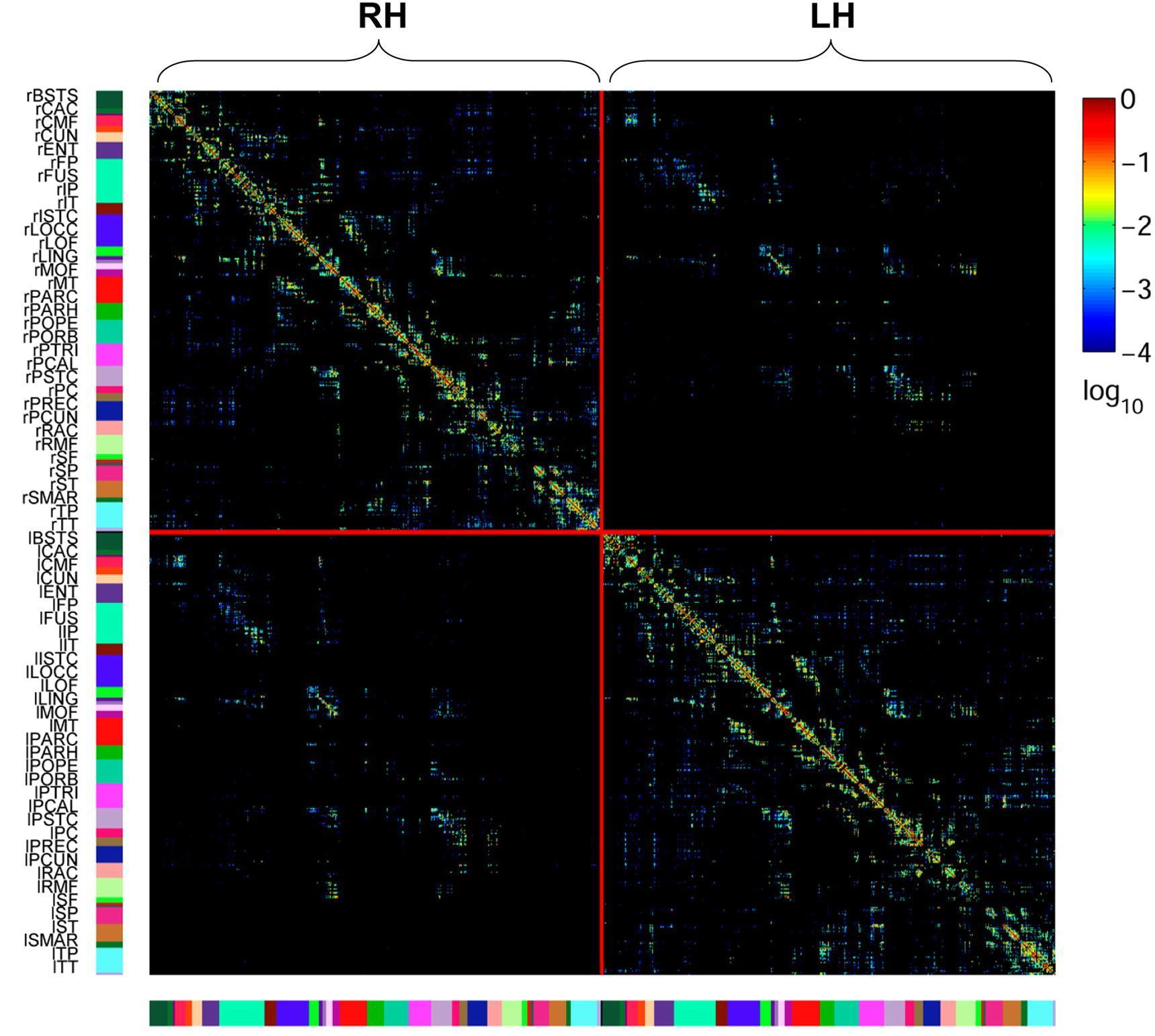
上と同様のデータをマトリックス（行列）の形で表したもの。縦軸・横軸が様々な脳部位、色の明るさが各部位間の接続の強さを表す。図上部のRH, LH はそれぞれ右大脳半球、左大脳半球。

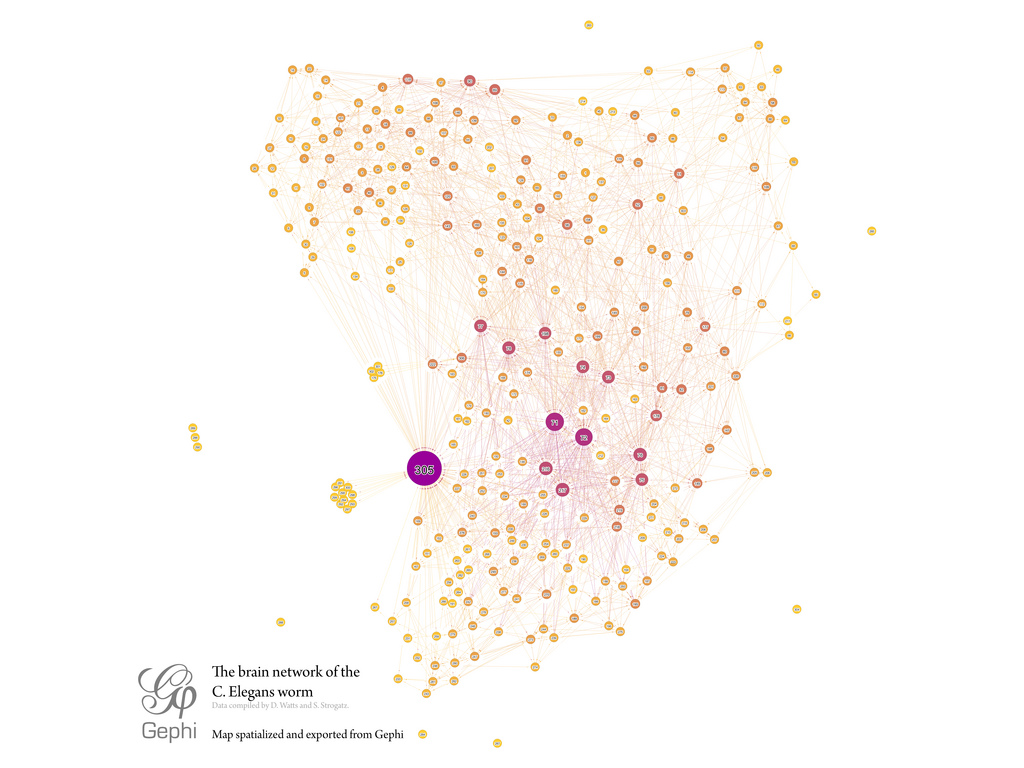
体長約1mmの線虫 C. elegansの全ての神経細胞間の接続状態。

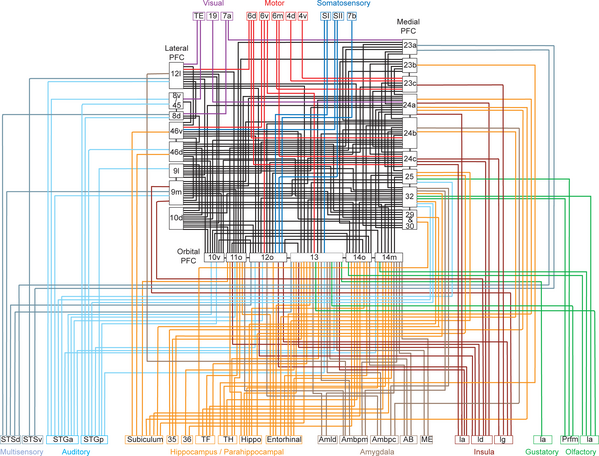
マカクザルの前頭皮質周辺の主要な接続関係を表した図。こうした回路図風の表示もしばしば用いられる。

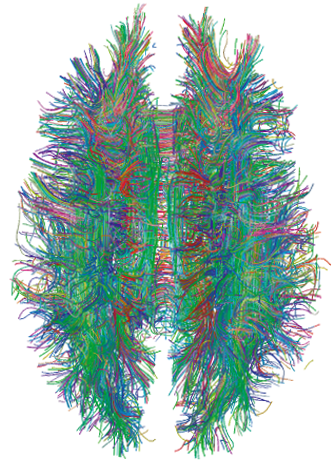
拡散テンソルイメージング（DTI）による脳内の神経線維の走行図。左右の大脳半球と脳梁が見える。DTIは、接続状態を知るための有効なツールの一つになるだろう、として研究が行われている。

コネクトーム（connectome）とは、生物の神経系内の各要素（ニューロン、ニューロン群、領野など）の間の詳細な接続状態を表した地図、つまり神経回路の地図のこと。つながる、接続するといった意味を持つ英語のコネクト（connect）という言葉と、「全体」を表す-オーム（-ome）という接尾語から作られた言葉。人間の神経回路地図全体のことを言うときは特にヒト・コネクトーム（Human connectome）と名付けられている。また、コネクトームの調査、研究を行う分野はコネクトミクスと呼ばれる。

## 研究の現状
ヒトゲノムの解読は2003年に終了が宣言されたが、ヒト・コネクトームの解読はまだ端緒についたばかりである。人間の脳には1000億ほどの神経細胞があり、それらの間に1兆ほどの接続が存在すると考えられている。これは30億ほどの塩基対（2-3万の遺伝子）で構成されているヒトゲノムよりはるかに複雑な対象であり、ヒト・コネクトームの研究の発展には技術的な進歩が欠かせない。神経系の詳細な接続状態が良く分かっている生物は単純な種のみで、こうした種の例としてたとえばセンチュウ（C. elegans）がいる。C. elegans は体長1mmほどの大きさを持つ線虫の一種で、302個の神経細胞を持つ。近年、ショウジョウバエの全脳の接続状態も細胞レベルの解像度での解明も進んでいる。哺乳類では、網膜、大脳皮質などにおいて、部分的に解明され始めている。センチュウやハエのような無脊椎生物では、神経系の成り立ちがどの個体でも共通性があるので、コネクトームという実体のおよその把握も可能である。しかし、哺乳類においては、神経細胞やそのつながりには個体差があり、学習や記憶など環境との相互作用によって、神経回路の様相が常に変化しているため、コネクトームは「ゲノム」のようには定義できない。
2024年10月2日の FlyWire Consortium にて、ショウジョウバエ（キイロショウジョウバエ）の幼虫の完全なコネクトームが発表された。

## 研究の手法
組織学において、神経系の接続状態を調べる伝統的な方法は、細胞染色して光学顕微鏡で観察する方法、放射性同位体などを注入してそれをトレーサーとして使う方法、電子顕微鏡の連続切片像から接続状態を再構築する方法などがある。しかしこうした古典的な方法は、神経系全体の地図であるコネクトームの作成に対して、それぞれ限界を持っている。染色による方法、たとえばゴルジ染色は、光の波長によって規定される光学顕微鏡の解像度という限界、また広範囲の接続性を調べるのが難しいという特徴を持つ。また長距離の脳内での接続状態を調べるのに神経解剖学で頻繁に使用されるトレーサーを用いた方法は、一般に、かなり多くの細胞群、単一の軸索経路の同定しかできない。また電子顕微鏡の連続切片像から再構築する手法は、線虫の一種であるC. elegansの接続状態の解析時に利用されたが 、しかしヒトの脳のような巨大な組織へと単純に応用するのは難しい。
神経系の接続状態を細胞レベルで調べる技術の近年の発展は、旧来の技術が持っていた制約の一部を打ち破って、コネクトームの作成に必要なデータ収集に新たな希望を提供している

。ブレインボウ (Brainbow) と呼ばれる技術は、蛍光タンパクを用いて、それぞれの細胞を100以上の異なる色で区別できるようにする。これとは独立に、神経細胞の機能的相互作用を慎重に再構成し、複雑なネットワーク構造を解明するアプローチも進んできている。拡散テンソルイメージングと呼ばれる撮像技術は、脳内の各地点における水分子の動きやすい方向を撮影する。これにより各地点での神経線維の走行方向を知ることができる。

### 解説
日本語
- 「コネクトーム」- 脳科学辞典（日本神経科学学会）
- 「脳の回路図」を作る：全シナプスの「地図」を作成 - WIRED.jp
- ヒトの脳内ネットワークをグーグル的に調べ尽くすには？ - 日本人脳科学者が書いた2005年のSporns論文の解説

英語
- Connectome - ウェイバックマシン（2008年5月24日アーカイブ分） - スカラーペディア百科事典「コネクトーム」の項目。
- Brain connectivity - ウェイバックマシン（2008年5月17日アーカイブ分） - 同「脳の接続性」の項目。

### プロジェクト
- Human Connectome Project - 複数の研究グループの共同プロジェクト(参加グループ)
- The Connectome Project at Harvard - ハーバード大学でのプロジェクト
- NIH Human Connectome Project - アメリカ国立衛生研究所（NIH）の五ヵ年プロジェクト(2009年-)

### データベース
- C. elegans オンラインツール - C. elegansの神経接続情報を表示してくれる日本語のサイト。茨城大学知能システム工学科 岩崎唯史。
- CoCoMac - マカクザルの脳の神経接続情報を集めたデータベース。閲覧無料（ただし登録必要）。

### 動画
- セバスチャン・スン: 私はコネクトームである - TEDカンファレンス